# Црква Св. Николе у Војки
Црква Св. Николе у Војки је сазидана у класичном једнобродном стилу тога времена 1857. године. Посвећена је преносу моштију Светога Николе, налази се у месту Војка. Уврштена је у листу заштићених споменика културе Републике Србије (ИД бр. СК 1578).

## Историја
Црква Преноса моштију Светог Николe налази се у улици Карађођревој бр. 4 у Војки, сазидана је 1857. године, као једнобродна грађевина оријентисана у смеру исток – запад. На источној страни је полукружна олтарска апсида, а изнад западног дела грађевине је звоник. Зидови од цигле су рашчлањени усправно четвртастим стубовима и степенасто увученим удубљењем у којима су прозори. Црква је покривена двосливним кровом. Фасаде су хоризонтално рашчлањене соклом, фризом и профилисаним поткровним венцем, а вертикално су рашчлањене пиластрима који се завршавају профилисаним капителима. Између пиластри су степенасто увучене нише са лучно завршеним прозорима.
У унутрашњости цркве доминира иконостас чији је скелет рађен у виду дрвореза, док су иконе насликане у другој половини 19. века. Иконостас ове цркве припада типу вишеспратних олтарских преграда са резбаријом Едуарда Владарша из друге половине 19. века, која је класициастички конципирана. Иконостас је профилисаним венцима издељен у три хоризонталне зоне. У соклу су ступци са базама и профилисаним оквирима. На предњим странама стубаца је биљна орнаментика са мотивом шкољке у горњем делу. Престоне иконе су фланкиране канелованим стубовима обавијеним венцима од храстових листова и цветовима ружа. Стубови се завршавају композитним капителима. Најбогатије су обрађене царске двери. На царским дверима су овални медаљони са представом Благовести. Испод медаљона је биљна орнаментика са мотивом шкољке у средини. У горњем делу царских двери изнад медаљона су вазе са високом стопом и букетићима ружа. Око ваза налазе се гранчице са храстовим листовима. Северне и јужне двери такође имају овалне медаљоне. У доњем делу испод медаљона налазе се гранчице савијене у волуте са храстовим листовима. У горњем делу изнад медаљона налази се по једна ваза са букетом ружа. Око вазе су гранчице чији се горњи делови савијају у волуте. Овални медаљони у просторима изнад двери имају профилисане оквире украшене гранчицама од храстових листова. Изнад медаљона у средини налази се мотив шкољке а лево и десно барокно конципиране волуте са гранчицама од храстових листова и местимично убаченим цветовима ружа. Простори изнад престоних икона у средини испуњени су малим овалним медаљонима око којих се налазе барокно извијене гранчице са храстовим листовима.

## Опште информације
Црква је посвећена  преносу моштију Св. Николе по црквеном календару летњи обележава се  22. маја, када су светитељеве мошти 1087. године пренете из града Мира у Ликији у тада православни град Бари у Италији.